# Berlandiella
Berlandiella es un género de arañas cangrejo de la familia Philodromidae.

## Especies
- Berlandiella insignis Mello-Leitão, 1929
- Berlandiella magna Mello-Leitão, 1929
- Berlandiella meridionalis Lise & Silva, 2011
- Berlandiella polyacantha Mello-Leitão, 1929
- Berlandiella querencia Lise & Silva, 2011
- Berlandiella robertae Lise & Silva, 2011
- Berlandiella zabele Pantoja, Drago-Bisneto & Saturnino, 2020